# Jacques Ellul
Jacques Ellul (Bordeaux, 6 januari 1912 - Pessac, 19 mei 1994) was een Frans jurist, socioloog en protestants theoloog.

## Levensloop
Ellul werd geboren als zoon van een wijnvertegenwoordiger en een lerares. Als zestienjarige gaf hij bijles in Latijn, Grieks, Frans en Duits. Toen hij achttien was las hij Das Kapital van Karl Marx. Ellul zou Marx' analyse van de rol van het geld in de maatschappij de rest van zijn leven als onovertroffen beschouwen, maar hij vond ook dat Marx niets te zeggen had over het menselijk bestaan. Hij ontwikkelde zich tot een filosoof die niet het geld maar de techniek als bepalende factor van de samenleving beschouwde, en liet zich niet alleen door Marx inspireren, maar ook door de Bijbel.
Ellul haalde op zijn zeventiende zijn eindexamen middelbare school. Hij wilde daarna marineofficier worden, maar ging op aanraden van zijn vader rechten studeren. Op 10 augustus 1930 zegt Ellul dat God zich aan hem openbaarde in de vorm van een visioen. Weldra schoof hij aan bij Emmanuel Mounier en diens blad Esprit, dat hij wilde omvormen tot de kern van een revolutionaire beweging. Uit onenigheid hierover met Mounier en zijn afkeer van diens katholicisme liet hij de groep Mounier achter zich. Ellul promoveerde in 1936 in de rechtsgeleerdheid en doceerde rechten in Montpellier, Straatsburg, en Clermont-Ferrand. In 1940 werd hij door het Vichy-regime ontslagen omdat zijn in Triëst geboren vader niet de Franse nationaliteit bezat. Tijdens de Tweede Wereldoorlog had hij een leidinggevende positie binnen de Résistance (het Franse verzet). Vanwege zijn hulp aan joden werd hij in 2001 postuum onderscheiden met de onderscheiding 'Rechtvaardige onder de Volkeren' van het Israëlische Jad Wasjem.
Ellul werd na de bevrijding van Frankrijk in 1944 benoemd tot hoogleraar geschiedenis en organisatiesociologie binnen de faculteit der Rechtsgeleerdheid van de universiteit in Bordeaux, wat hij tot 1980 zou blijven, maar zijn belangrijkste werk leverde hij als criticus van de technologische ontwikkeling, en met name van de zielloze efficiency. Hij publiceerde in 1954 La Technique ou l'Enjeu du Siècle, dat de technische ontwikkeling behandelt, en dat een felle kritiek levert op alle negatieve aspecten die daarmee verbonden zijn. Volgens Ellul ontwikkelt de techniek zich tot een autonoom systeem waaraan de mens geen sturing meer kan geven. Hij onderscheidt ook nog andere algemene kenmerken van de techniek, zoals de versnelling van de ontwikkeling, en het zoeken van de ingenieurs naar de one best way. Het boek werd ontdekt door Aldous Huxley die het in de Engelstalige wereld introduceerde.
Ellul publiceerde meer dan vijftig boeken, en schreef ook het voorwoord van Le Signe et la Technique, het bekendste boek van Gilbert Hottois. Hij vond navolging bij andere schrijvers, zoals de Amerikaan Langdon Winner, die het boek Autonomous Technology schreef met de these van Ellul in het achterhoofd. In Nederland is hij bekend geworden door de Nederlandse filosoof Hans Achterhuis. De senator en filosoof van de Reformatorische Wijsbegeerte Egbert Schuurman heeft ook regelmatig naar hem verwezen in het kader van zijn eigen kritiek op de technologie.

## Geloofsopvattingen en -leven
Ellul beroept zich niet op een openbaring, mystieke ervaring of dergelijke. Hij heeft een bekering doorgemaakt waarover hij verder niet spreekt of schrijft. Alleen het 'dat' wordt genoemd. Het is een persoonlijke ervaring, die hem verder in zijn leven bepaald heeft, zegt hij. Zijn vriend dominee Jean Bosc heeft hierin een rol gespeeld. Hij argumenteert er niet mee.
Hoewel Ellul reeds boeit door zijn meeslepende schrijfstijl, ligt zijn kracht vooral in de verrassende wijze waarop hij allerlei gemeenplaatsen in kerk, staat en maatschappij aan de kaak stelt. Een van zijn geschriften draagt dan ook de titel A Critique of the New Commonplaces. Daar komt bij dat hij naar eigen zeggen een vat vol tegenstrijdigheden is: hij profileert zich zeer bewust en nadrukkelijk als een dialectisch denker. Enerzijds omarmt Ellul het marxisme als dé interpretatiemethode van de moderne samenleving, anderzijds bestrijdt hij het communisme op ongekend felle wijze. Hij paart een aristocratische levensstijl aan uitgesproken anarchistische opvattingen.
Hij schrijft twee soorten boeken :sociologische en theologische. In zijn sociologische werken ontbreekt iedere verwijzing naar zijn christelijke levensovertuiging, terwijl omgekeerd in zijn theologische geschriften ieder spoor van zijn sociologische arbeid ontbreekt. Bezien wij zijn theologische standpunten, dan valt op hoe Ellul enerzijds hartstochtelijk pleit voor het christelijk geloofsgetuigenis in zending en evangelisatie, terwijl hij zich anderzijds een overtuigd aanhanger toont van de theologische leer van de algemene verzoening. Hij voert felle pleidooien tegen 'modern'-theologische opvattingen als zou de mens het Koninkrijk van God op aarde kunnen realiseren, terwijl hij tezelfdertijd een gewillig oor leent aan de Schriftkritiek. Bij dit alles komt dan ook nog dat Ellul zich niet slechts ontpopt als christen-denker, maar voor alles ook een indrukwekkend christen-practicus is. Leer en leven zijn bij hem innig met elkaar vervlochten, getuige zijn jarenlange inzet voor randgroepjongeren, zijn acties ter bescherming van de kust voor Bordeaux tegen projectontwikkelaars, alsmede zijn lidmaatschap van de synode van de Franse Église Reformée. Op de keper beschouwd heeft hij geen andere wens dan tegenover alle wereldse wijsheid de dwaasheid van het kruis op een pakkende wijze uit te dragen. Het zal niet verbazen dat Ellul in alle gezindten en dwars door kerken en politieke stromingen heen zowel verstokte aanhangers als verklaarde tegenstanders heeft. De contouren van zijn denken worden goed weergegeven in het in zijn 1982 verschenen boek In Season Out of Season, een schriftelijke neerslag van een uitvoerig vraaggesprek met Ellul. Hier legt hij voor het eerst een verantwoording af van het totaal van zijn leven en werken. In wezen betreft het de vraag hoe geloof en wetenschap zich tot elkaar verhouden.

## Marxisme en protestantisme
Het geestelijk kader van waaruit Ellul denkt en handelt wordt gevormd door twee stromingen: het marxisme en het protestantisme. Het Marxisme is voor hem tot leven gekomen ten tijde van de beurscrisis in 1929 toen zijn vader geruime tijd zonder werk was. Hij ontdekte in het marxisme voor het eerst in zijn leven een algemeen interpretatiekader om de verschillende ontwikkelingen in de moderne maatschappij te verklaren. Na een langdurige worsteling eigende Ellul zich omstreeks zijn 24e jaar het christelijk geloof. Aanvankelijk vond hij het Bijbels spreken het best verwoord in de theologie van Calvijn. In Calvijn waardeerde hij vooral het systematisch en gesloten karakter van diens denken. Calvijn kwam met alle kracht die in hem was op voor de exclusiviteit van de Waarheid. Daar zowel Marx als Calvijn een alomvattende, exclusieve waarheid verdedigden, doemde voor Ellul de vraag op hoe hij hun beiden een plaats kon geven in zijn leven.
Allereerst stelde hij vast dat marxisme en calvinisme betrekking hebben op verschillende niveaus van het leven. Het marxisme vormt vooral een interpretatiemethode die de sociale wetenschapper in staat stelt de maatschappelijke processen te beschrijven en te verklaren. Het richt zich bij uitstek op het collectief niveau van de werkelijkheid. Het marxisme schiet evenwel tekort wanneer de persoonlijke, existentiële vragen gesteld worden. Het marxisme is niet in staat een bevredigend antwoord te geven op de vraag naar de zin van het leven.
Met het protestantisme is het precies omgekeerd. Het faalt wanneer het gaat om een adequate duiding van de culturele ontwikkelingen. Het christendom biedt volgens Ellul geen mogelijkheid tot een eigen analyse van de economie, de politiek en de techniek. De kracht van het christelijk geloof schuilt vooral in de beantwoording van de persoonlijke vragen en noden van de mens. Om kort te gaan, waar het marxisme zich richt op de samenleving, daar stelt het christelijk geloof zich in op het individu in zijn existentiële situatie. Ellul vat marxisme en protestantisme dan ook niet op als concurrenten, maar veeleer als complementen van elkaar. Het feit dat zij op verschillende niveaus gericht zijn, maakt het hem onmogelijk een van beide af te vallen. Maar, en dat is verrassend, marxisme en protestantisme kunnen niet tot één geheel verbonden worden. Zo zij met elkaar samengaan, dan speelt zich dit niet af op het niveau van de theorie maar in het leven van concrete mensen zoals zich dat in de geschiedenis voltrekt. Marxisme en protestantisme staan in het leven van Ellul in een dialectische verhouding tot elkaar. Dat wil zeggen dat zij elkaar noodzakelijk oproepen en onder kritiek stellen. Slechts in de geschiedenis, niet in de studeerkamer, kan zich de dialectiek als proces voltrekken.
Uit zijn visie op de verhouding tussen marxisme en protestantisme volgen voor Ellul twee consequenties:
- Ellul ziet in het marxisme als ideologie, als geloofsovertuiging een ontaarding van de eerste orde. Hij manifesteert zich als een hartstochtelijk bestrijder van het communisme.
- Ellul spreekt meer dan eens de ban uit over christelijke organisaties en christelijke maatschappij beschouwingen. Zij zijn principieel onmogelijk. De enige als christelijk gekwalificeerde activiteit die hij toelaat is die van de kerk.

Maar deze is dan ook zeer breed van strekking. Onder aanvoering van de theologie richt de kerk zich niet slechts op geloofsvragen, maar tracht zij over alle levensterreinen haar opvattingen uit te spreken.
Tegen deze achtergrond hoeft het niet te verbazen dat Ellul een principiële weerzin jegens iedere systeemvorming en orthodoxie aan de dag legt. Marxisme en calvinisme kunnen immers niet in één leer samengeperst worden. Ze kunnen slechts in het concrete leven naast elkaar bestaan.
Een en ander impliceert dat Ellul de steven reeds betrekkelijk snel afwendde van Calvijn en voor anker ging bij de theologie van Barth. Daar vond hij een veel soepeler omgang met de Schrift. Zonder afbreuk te doen aan de eenheid en boodschap van de Bijbel, konden de vruchten van de schriftkritiek worden geplukt. Ook was Barths theologie veel minder gesloten dan die van Calvijn. Voorts nam Ellul steeds meer afstand van de exclusieve waarheidsopvatting van Calvijn en kreeg hij meer oog voor de verschillende interpretaties van de ene waarheid.

### Methode van denken
De spanningsvolle verhouding tussen marxisme en christelijk geloof bepaalt in grote mate de denkwijze van Ellul. Zijn geschriften kunnen globaal in twee categorieën worden verdeeld. Ten eerste zijn daar de sociologische analyse van de techniek, de instituties, de politiek, de revolutie, de propaganda en zoveel meer. Hierin poogt Ellul de mechanismen op te sporen die de ontwikkeling van de moderne maatschappij determineren. Zijn oogmerk is af te rekenen met de grootheidswaan van de gemoderniseerde mens. Hij toont aan hoezeer de mens ingekapseld wordt door om zich steeds intensiever over alle levensgebieden uitstrekkende techniek.
Vervolgens heeft Ellul vele Bijbelstudies en theologische verhandelingen geschreven. Daarin relativeert hij de van determinismen bolstaande technische maatschappij door de verkondiging van de genade en liefde van God. De in de cultuur verloren vrijheid komt hier via een ander, transcendent niveau terug. Voor zover de mens in Christus is, is hij vrij.
Zoals reeds gememoreerd, ligt het unieke van het interview in de rekenschap die Ellul zich geeft van de verhouding tussen zijn sociologische en theologische publicaties. Daarbij zij echter meteen opgemerkt dat hij geenszins een synthese van zijn eigen denken poogt te geven.
De relatie tussen zijn sociologie en zijn theologie ligt in de wederzijdse kritiek die zij op elkaar uitoefenen. Enerzijds helpt de sociologische analyse van de technische cultuur de theologie bij het verstaan van de situatie waarin de hedendaagse mens staat. De theologie leert van de sociologie welke vragen vandaag de dag relevant en nuttig zijn. In het algemeen maakt Ellul een schifting tussen de dogmatische vragen en de ethische kwesties. Waarbij de dogmatische problemen ten faveure van de ethische als irrelevant worden betiteld. Anderzijds wijst de theologie de sociologie op de vraag naar de zin van leven en samenleven. Zoals gezegd komt de sociologie niet verder dan een feitelijke beschrijving van de patronen en tendenzen in de maatschappij.
Hoewel het er op lijkt dat het theologisch en sociologisch werk van Ellul slechts in de onderlinge confrontatie op elkaar betrokken zijn schemert er op een enkele plaats toch iets door van een diepere eenheid. Hij merkt dan op dat beide genres samenvloeien in de uiteindelijke eschatologische aspecten van de universele verzoening. De eenheid wordt met andere woorden geprojecteerd in het einde van de geschiedenis. Ze kan dan ook niet op dit moment langs theoretische weg bepaald worden.

### Techniek en geschiedenis
Ellul publiceerde drie boeken over techniek, in 1954 La Technique ou l'Enjeu du siècle (The technological society), in 1977 Le Système technicien (The technological system), en in 1987 Le bluff technologique (The technological bluff). In zijn cultuuranalyse ziet Ellul de techniek als de allesbepalende factor van de huidige tijd. Zoals Marx zijn inziens een gouden greep deed door de toenmalige kapitalistische maatschappij te ontleden met behulp van de categorieën van de politieke economie, zo is voor Ellul de techniek de sleutel tot het verstaan van de hedendaagse samenleving. Nu is van belang op te merken dat Ellul de techniek niet beperkt tot de constructie van steeds vernuftiger machines en apparaten. Onder techniek verstaat Ellul zoveel als het op rationele en efficiënte wijze gebruikmaken van middelen teneinde bepaalde doelen te bereiken. Zo rekent hij propaganda tot de psychische technieken. Het gaat bij propaganda immers om een bewuste manipulatie van de mens teneinde hem een gewenst gedrag te ontlokken (bijvoorbeeld steun aan een politiek streven).
Ellul signaleert dat sedert de renaissance de westerse cultuur in toenemende mate op een rationeel gestroomlijnde leest geschoeid wordt. Achtereenvolgens worden de natuur, de mens met zijn samenlevingsverbanden en ten slotte de psyche van de mens tot terreinen waar de techniek haar machtswellust botviert. In onze tijd is er nog nauwelijks een levensterrein aanwijsbaar dat aan de wurgende greep van de techniek ontkomen is. Deze ontwikkeling heeft tot gevolg dat de vrijheid van de mens om aan zijn leven vorm te geven steeds verder uitgehold wordt. In een wereld die aan elkaar hangt van technische voorschriften en rigide structuren, lijkt de mens gedoemd zijn lot te werpen in de schoot van een autonome techniek. De onmacht van de moderne mens heeft Ellul in de eerste fase van zijn leven aan den lijve ondervonden bij zijn politieke activiteiten. Allerlei revolutionaire en anarchistische groepen waarin hij participeerde, slaagden er niet in de inrichting van de samenleving wezenlijk te veranderen.
Teleurgesteld door deze en andere ervaringen kan hij nu slechts spreken over de politieke illusie waardoor maatschappijhervormers in kerk en politiek zich laten leiden. Het is dan ook zeer de vraag of het denken van Ellul zich leent ter ondersteuning en rechtvaardiging van het sandinistisch bewind in Nicaragua, zoals enige tijd geleden ergens geschreven werd.
Indien de techniek op termijn al het geschapene dreigt te assimileren, welke factor in de geschiedenis zal dan nog in staat zijn zich tegen de vertechnisering teweer te stellen, zo vraagt Ellul zich af. Zijn ervaringen in hulpverlening aan randgroepjongeren, veelal van elke hoop en levensverwachting verstoken, leidt hem tot een afrekening met de opvatting van de neomarxist Marcuse als zouden jongeren aan de rand van de bestaande maatschappij de revolutie kunnen ontketenen. Ook de volkeren van de derde wereld bieden in dit verband geen enkel perspectief. Zij zullen niet bestand zijn tegen de assimilerende kracht van de westerse techniek.
Zo er van een werkelijk verzet tegen de bijkans almachtige techniek sprake wil zijn, moet er volgens Ellul een instantie zijn die principieel ongrijpbaar is voor de tentakels van de techniek. Alleen een macht buiten deze wereld en haar geschiedenis kan als dialectisch tegenhanger van de techniek optreden: de God die zich in Jezus Christus geopenbaard heeft. Alleen in een levend geloof kan de mens aan de houdgreep van de techniek ontsnappen.
Eigenlijk is het historisch gezien onjuist om de Here God op te vatten als de ontkenning van de techniek aldus Ellul. Veeleer het omgekeerde is het geval: God is de positieve, de techniek het negatieve, de ontkenning van God. In zijn Bijbelstudie The Meaning of the City stelt Ellul dat de mens sedert Kaïn en Nimrod door middel van de bouw van sterke, machtige steden (de brandpunten van de techniek!) zijn hart toesluit voor de Here. De techniek is een voertuig van de secularisatie. Ze bedreigt het vermogen van de mens om te luisteren naar Gods Woord. In de technische maatschappij beoogt de mens in zijn grootheidswaan een substituut voor het komende Godsrijk op te richten. De ironie van dit streven blijkt uit het feit dat de mens uiteindelijk geen koning, maar slaaf is in zijn eigen rijk.
Ondanks de breuk van de mens met zijn God laat de Heer zijn schepping niet los. Hij geeft de in de verstarde technische maatschappij vastgelopen geschiedenis telkens weer een verrassende wending. De confrontatie tussen God en de techniek drukt zich volgens Ellul uit in een crisis. Juist op dergelijke breukvlakken van de geschiedenis toont zich de vrijheid van de mens. De technische maatschappij blijkt nog geen volstrekt gesloten systeem. Gedurende een korte tijdsspanne is dankzij Gods ingrijpen de cultuursituatie gekenmerkt door een zekere plasticiteit!
Dan moeten met name de christenen hun kansen en verantwoordelijkheden waarnemen. De Heer handelt, zo zegt Ellul, niet onmiddellijk in de geschiedenis maar altijd gebruikmakend van zijn dienstknechten. Zij moeten de nieuwe historische situatie uitbuiten door de ontwikkeling van de techniek in een andere richting te sturen. In concreto dienen christenen de kwetsbaarheid van de huidige technologische orde aan te grijpen. Ze moeten breuken forceren wanorde en chaos scheppen!

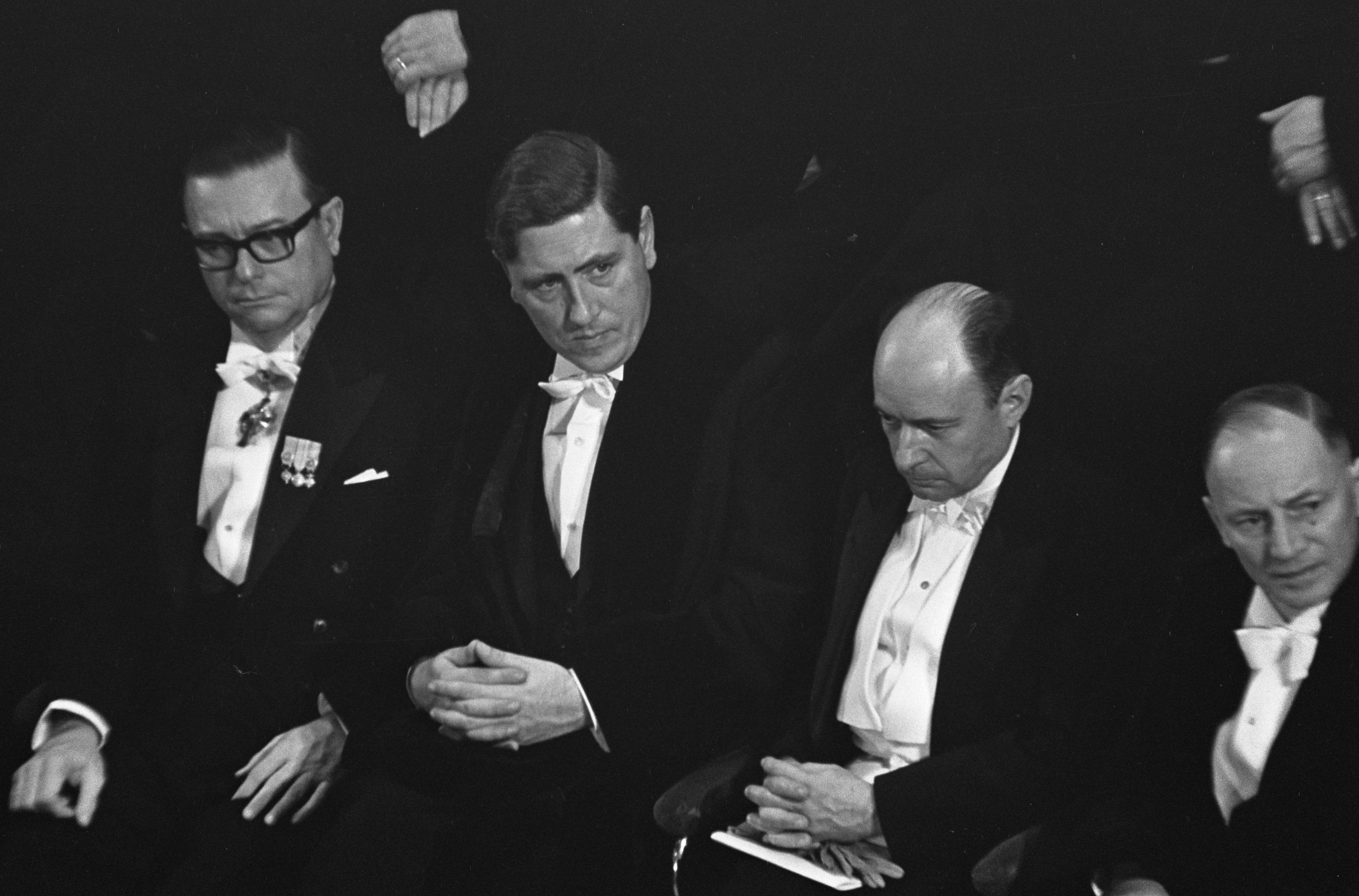
Ellul (2e van rechts, eredoctoraat Vrije Universiteit Amsterdam okt. 1965)

Slechts op deze wijze kan de efficiënt gestroomlijnde technische samenleving doorbroken worden.
Christenen behoren volgens Ellul geen boodschappers van zekerheid, doch juist verkondigers van onzekerheid te zijn.
Zij zijn herboren dwarsliggers, getuigen van een Rijk dat haaks staat op deze wereld.
Bedacht moet nog worden dat na een periode van kneedbaarheid van de geschiedenis de determinismen van de technische ontwikkeling zich onverminderd voortzetten.
Om kort te gaan, alleen de Openbaring van God in de geschiedenis biedt de mens hoop en moed alsook de principiële mogelijkheid om niet in Het Technisch Labyrint ten onder te gaan.
In 1965 ontving hij een eredoctoraat aan de juridische faculteit van de Vrije Universiteit Amsterdam.
Jacques Ellul was gehuwd en had drie zoons en een dochter. Hij overleed op 82-jarige leeftijd.